# Гипертрофическая кардиомиопатия
Гипертрофическая кардиомиопатия (ГКМП) — аутосомно-доминантное заболевание, характеризующееся гипертрофией (утолщением) стенки левого и/или изредка правого желудочка. Гипертрофия чаще асимметричная, преимущественно поражается межжелудочковая перегородка. Характерно неправильное, хаотичное расположение мышечных волокон в миокарде. Часто (примерно в 60 % случаев) имеет место градиент систолического давления в выносящем тракте левого (редко — правого) желудочка. Заболевание вызывается мутациями генов, кодирующих синтез сократительных белков миокарда. В настоящее время критерием ГКМП считается увеличение толщины миокарда свыше или равной 1,5 см при наличии диастолической дисфункции (нарушения расслабления) левого желудочка. Гипертрофическая кардиомиопатия поражает примерно одного из 500 человек. Уровни у мужчин и женщин примерно равны. Люди всех возрастов могут быть затронуты. Это заболевание является основной причиной гибели молодых спортсменов. От этой болезни прямо на поле скончались знаменитые футболисты Миклош Фехер и Марк Вивьен-Фоэ, а также погиб во время тренировки американский атлет Джесси Марунде.

## Причины гипертрофической кардиомиопатии
Причины ГКМП — мутации генов, кодирующих синтез сократительных белков (тяжёлых цепей миозина, тропонина Т, тропомиозина и связывающего миозин белка С). В результате мутации в генах сократительных белков миокарда с частотой примерной 0,5% нарушается расположение мышечных волокон в миокарде, что приводит к его гипертрофии. У части больных мутация проявляется в детском возрасте, но в значительном числе случаев заболевание выявляют лишь в подростковом периоде либо в возрасте 30-40 лет. Три основные мутации являются наиболее частыми: тяжёлой цепи бета-миозина, связывающего миозин белка С, сердечного тропонина Т. Эти мутации выявлены более чем у половины генотипированных пациентов. Разные мутации имеют различный прогноз и могут давать отличия в клинических проявлениях.
В позднем возрасте ГКМП может развиваться при неклассической (кардиальной) форме болезни Фабри.

## Морфология
Морфологические признаки ГКМП — неправильное расположение мышечных волокон в миокарде, признаки «болезни мелких коронарных сосудов», участки фиброза на фоне выраженной гипертрофии миокарда. Толщина межжелудочковой перегородки может достигать 40 мм.
При ГКМП примерно в 35 −50 % случаев развивается так называемая обструкция кровотока в выносящем тракте левого желудочка. Выраженная гипертрофия межжелудочковой перегородки способствует тому, что передняя створка митрального клапана оказывается близко к поверхности перегородки и в систолу поток крови подтягивает её к перегородке благодаря эффекту Вентури. Таким образом, создаётся препятствие выбросу крови.

## Формы заболевания
Исходя из выраженности обструкции выделяют следующие формы ГКМП:
1. градиент в покое больше или равен 30 мм рт. ст. (или 2,7 м/с по данным доплерографии) — базальная обструкция;
2. лабильная обструкция со значительными спонтанными колебаниями внутрижелудочкового градиента давления без видимой причины;
3. латентная (провоцируемая) обструкция — градиент в покое меньше 30 мм рт. ст., но при провокации (например, при нагрузочной пробе или пробе Вальсальвы, вдыхании амилнитрита, введении изопротеренола) градиент становится выше или равен 30 мм рт. ст.

Указанные варианты относятся к обструктивной форме заболевания. Истинно необструктивная форма ГКМП соответствует градиенту обструкции меньше 30 мм рт. ст. и в покое и при провокации.

## Симптомы ГКМП
- Синдром малого выброса (обмороки, кардиалгия, приступы стенокардии, головокружения, умеренно выраженная одышка). Обмороки на высоте нагрузки характерны для обструктивной формы заболевания.
- Проявления левожелудочковой сердечной недостаточности (умеренно выраженные). В ряде случаев проявления сердечной недостаточности нарастают до развития тотальной застойной сердечной недостаточности.
- Нарушения ритма сердца (обычно — желудочковые экстрасистолы, пароксизмы желудочковой тахикардии, часты также наджелудочковые нарушения ритма). В ряде случаев пароксизмы желудочковых тахикардий могут также вызывать обмороки.
- Примерно 30 % больных вообще не предъявляют жалоб. Внезапная смерть — может быть первым и единственным проявлением заболевания. Наиболее угрожаемые больные — молодые пациенты с тяжелыми нарушениями ритма.
- Изредка развиваются осложнения в виде инфекционного эндокардита и тромбоэмболий.

## Обследование
При объективном исследовании у больных выявляют расширение границ сердца влево, на верхушке при наличии обструкции выслушивают ромбовидный систолический шум. Возможен акцент II тона на лёгочной артерии.

### Данные дополнительных методов исследования
- Электрокардиография — никогда не бывает нормальной и поэтому является удобным методом скрининга. Обнаруживают признаки увеличения левого желудочка и левого предсердия. Возможны также признаки увеличения правого желудочка. Особенно характерны глубокие отрицательные зубцы Т различных локализаций, глубокие зубцы Q (часто в области перегородки). Выявляют различные нарушения ритма и проводимости.

- Эхокардиография — основной метод диагностики. Позволяет оценить выраженность и локализацию гипертрофии, степень обструкции, нарушения диастолической функции и т. д.

- Мониторирование ЭКГ — выявляет нарушения ритма, что важно для прогноза и оценки возможности развития внезапной смерти.
- В сложных случаях применяют радиологические методы — вентрикулографию, магнитно-резонансную томографию.
- Генетическая диагностика считается важнейшим методом для оценки прогноза ввиду различного течения заболевания при различных мутациях. Необходима также для оценки состояния здоровья членов семьи больного ГКМП. К сожалению, в России малодоступна вне крупных исследовательских центров.

## Прогноз и течение
Летальность при ГКМП зависит от формы заболевания и возраста пациента. Прогноз хуже у молодых больных в отсутствие оперативного лечения. Прогноз благоприятный у пациентов успешно перенесших оперативное вмешательство. Второй механизм смерти — застойная сердечная недостаточность, как правило у пациентов средней и старшей возрастной категории.

## Лечение больных ГКМП
Лечение показано лишь при наличии клиники либо факторов риска внезапной смерти.
- Общие мероприятия включают в себя ограничение избыточных физических нагрузок и запрещение занятий спортом. Повседневные нагрузки не ограничивают.
- Для профилактики инфекционного эндокардита при обструктивной ГКМП показана антибиотикопрофилактика.
- Основу терапии ГКМП составляют препараты с отрицательным ионотропным действием. Это β-блокаторы или антагонисты кальция группы верапамила. Следует отметить, что некоторые авторы выносят на первое место именно верапамил, тогда как другие считают препаратами первого выбора β-блокаторы. Препараты назначают в максимально переносимых дозах, пожизненно.
- Антиаритмические препараты — показаны при тяжёлых нарушениях ритма. Предпочтение отдают кордарону (амиодарону) либо дизопирамиду (ритмилену).
- При развитии у больных дилатации полостей и систолической дисфункции проводят лечение сердечной недостаточности по общим принципам. Используют ингибиторы АПФ, антагонисты рецепторов ангиотензина, диуретики, сердечные гликозиды, β-блокаторы, спиронолактон. Назначение высоких доз салуретиков и иАПФ может привести к повышению градиента обструкции.
- Хирургическое лечение ГКМП показано при: отсутствии клинического эффекта от активной медикаментозной терапии у симптоматичных больных III—IV функционального класса с выраженной асимметричной гипертрофией МЖП и субаортальным градиентом давления в покое, равным 50 мм рт. ст. и более; выраженной латентной обструкции и наличии значительных клинических проявлений. Классической операцией является чрезаортальная септальная миэктомия по A. Morrow. Существуют другие варианты оперативного лечения при ГКМП. Академик Л. А. Бокерия и его сотрудник проф. К. В. Борисов разработали операцию иссечения зоны гипертрофированной межжелудочковой перегородки из конусной части правого желудочка. Ещё один альтернативный метод лечения — транскатетерная септальная алкогольная абляция. Данные методики предполагают уменьшение обструкции путём уменьшения толщины межжелудочковой перегородки.
- Альтернативой оперативному лечению может стать последовательная двухкамерная электрокардиостимуляция (ЭКС) с укороченной атриовентрикулярной задержкой. Эта методика ЭКС изменяет порядок возбуждения и сокращения желудочков: вначале возбуждение охватывает верхушку, затем межжелудочковую перегородку. Градиент обструкции снижается за счёт снижения региональной сократимости межжелудочковой перегородки.
- Другие препараты: мавакамтен (мавакамтен[англ.]) — пероральный низкомолекулярный селективный аллостерический ингибитор сердечной миозиновой АТФазы, снижающий повышенную сократимость левого желудочка, характерную для специфической патофизиологии ГКМП. Мавакамтен, одобренный FDA в апреле 2022 года под брендовым названием «Камзайос» (Camzyos), стал первым препаратом для специфического лечения обструктивной ГКМП.[5]